# La Chapelle-Agnon

La Chapelle-Agnon este o comună în departamentul Puy-de-Dôme, Franța. În 1 ianuarie 2022 avea o populație de 351 de locuitori.